# 요 (원연)
요(堯, ? ~ ?)는 전한 말기의 관료이다. '요'는 이름자로, 성씨는 알 수 없다.

## 생애
원연 3년(기원전 10년), 대사농에 임명되었다. 영광 연간에 대사농을 지낸 동명이인(요)을 하후요로 비정한 왕선겸은 영광 연간의 요, 즉 하후요가 다시 대사농이 된 것이라고 주장하였다.

## 출전
- 반고, 《한서》 권19하 백관공경표 下

| 전임 엄흔 | 전한의 대사농 기원전 10년 ~ 기원전 9년? | 후임 곡영 |